# 倉敷市立乙島東小学校
倉敷市立乙島東小学校（くらしきしりつ おとしまひがししょうがっこう）は、岡山県倉敷市玉島乙島に位置する市立小学校。

## 沿革
《主な出典：》
- 1954年4月1日 - 玉島市立乙島小学校坂田分校として創設。
- 1956年4月1日 - 玉島市立乙島東小学校として独立、校章制定。
- 1967年2月1日 - 倉敷市の新設合併に伴い倉敷市立乙島東小学校に校名変更。
- 1969年6月20日 - 校旗制定。
- 1970年4月8日 - 校歌制定（作詞：村木薫、作曲：山下和子）。

## 通学区域が隣接している学校
- 倉敷市立連島南小学校
- 倉敷市立上成小学校
- 倉敷市立乙島小学校
- 倉敷市立玉島南小学校[注釈 1]